# Prize (álbum)
Prize es el quinto álbum de estudio de la música británica Rozi Plain. Fue publicado el 13 de enero de 2023 a través de Memphis Industries.

## Promoción
El 13 de septiembre de 2022, Plain anunció su quinto álbum de estudio, Prize, cuyo lanzamiento estaba previsto para el 13 de enero de 2023 a través de Memphis Industries. «Agreeing for Two» se publicó el mismo día como el sencillo principal del álbum. El segundo sencillo, «Prove Your Good», fue publicado el 12 de octubre de 2022. Un tercer sencillo, «Help», se lanzó el 23 de noviembre de 2022. El cuarto y último sencillo, «Painted the Room», se lanzó el 4 de enero de 2023.

## Recepción de la crítica
En Metacritic, el álbum obtuvo un puntaje promedio de 80 sobre 100, basado en 10 críticas, lo cual indica “aclamación universal”. Marcy Donelson, escribiendo para AllMusic, lo describió como “un álbum complementario para What a Boost, que distingue aún más el sonido idiosincrásico de Plain”. El crítico de Northern Transmissions, Sam Franzini, escribió: “Con letras tan vagas, puedes prescribir cualquier número de significados para cada línea, visiones de romance o angustias. Si bien es posible que cada pista no siempre se conecte con un cierto sentimiento, cada una usa el espacio y la textura de 10 maneras diferentes”. Según Amelia Kelly, contribuidora de la revista Clash, “Prize sumerge por completo a la artista en un estilo único, excéntrico y psicodélico – lo que le permite abrazar por completo varias influencias y separar su arte de los confinamientos que los álbumes anteriores pueden haber establecido”.
Nina Corcoran, escribiendo para Pitchfork, declaró: “La música solista de Plain siempre se ha arraigado en una sensación de calma, pero con Prize, también ofrece la discreta belleza de la observación”. La escritora de The Guardian, Sophie Walker, describe Prize como “un documento de su evolución durante los últimos 15 años” y “un tributo al espíritu colectivo que ha definido su carrera”. Max Morin de Exclaim! mencionó “la fuerte composición de canciones, las letras y la historia de amor no resuelta de Plain con giros melódicos de jazz” como elementos que mantienen a Prize “interesante en todo momento”.

## Lista de canciones
Todas las canciones escritas y compuestas por Rozi Plain. 
| N.º | Título             | Duración |  |
| 1.  | «Agreeing for Two» | 4:45     |  |
| 2.  | «Complicated»      | 4:41     |  |
| 3.  | «Help»             | 3:52     |  |
| 4.  | «Prove Your Good»  | 5:05     |  |
| 5.  | «Conversation»     | 2:26     |  |
| 6.  | «Painted the Room» | 4:13     |  |
| 7.  | «Sore»             | 2:45     |  |
| 8.  | «Spot Thirteen»    | 4:35     |  |
| 9.  | «Standing Up»      | 3:32     |  |
| 10. | «Blink»            | 4:54     |  |

## Posicionamiento
| Gráfica (2023)                            | Pico de posición |
| ----------------------------------------- | ---------------- |
| Reino Unido (UK Album Downloads Chart)    | 14               |
| Reino Unido (UK Independent Albums Chart) | 6                |
| Reino Unido (UK Vinyl Albums Chart)       | 14               |